# Maxwell (unidade)
O maxwell, representado por Mx,  é a unidade derivado do CGS para fluxo magnético. O nome da unidade é em homanagem a James Clerk Maxwell, que apresentou e unificou a teoria do eletromagnetismo.
1 maxwell = 1 gauss * cm² = 10−8 weber (unidade)
Em um campo magnético com intensidade de um gauss, um maxwell é o fluxo total que atravessa uma superfície de um centímetro quadrado perpendicular ao campo.